# Diecezja katowicka (Kościół Ewangelicko-Augsburski w RP)
Diecezja katowicka – jedna z sześciu diecezji Kościoła Ewangelicko-Augsburskiego w RP. Liczy 41 parafii oraz 27 filiałów, które dysponują 62 kościołami i 33 kaplicami, obsługiwanymi przez 34 duchownych. Siedzibą władz diecezjalnych jest Opole.

## Historia
Diecezja w swoim obecnym kształcie powstała po II wojnie światowej. Z historycznego punktu widzenia obejmuje tereny, które należały niegdyś do różnych organizmów państwowych i kościelnych. W przybliżeniu można je określić jako Górny Śląsk (bez Śląska Cieszyńskiego) i Małopolskę. Ziemie te w większości przeżyły rozkwit reformacji, kontrreformacji i okresy stabilizacji.

### Zwierzchnicy diecezji katowickiej Kościoła Ewangelicko-Augsburskiego w RP
| Lata pełnienia urzędu | Zwierzchnik diecezji     | Lata życia | Siedziba         | Uwagi |
| --------------------- | ------------------------ | ---------- | ---------------- | --- |
| 1946-1950             | ks. sen. Robert Fiszkal  | 1908-1980  | Chorzów          | pełniący obowiązki seniora (mianowany przez konsystorz Kościoła)                                                   |
| 1950-1981             | ks. sen. Alfred Hauptman | 1909-1985  | Zabrze           | w 1950 r. wybrany seniorem diecezji                                                                                |
| 1981-2002             | bp Rudolf Pastucha       | 1936-2022  | Bytom-Miechowice | w l. 1981-1992 senior diecezji, w 1992 r. (po zmianie prawa kościelnego) wybrany na 10-letnią kadencję biskupa.    |
| 2002-2014             | bp Tadeusz Szurman       | 1954-2014  | Katowice         | wybrany w 2001 r., wprowadzony w urząd w 6 stycznia 2002 roku, wybrany na drugą kadencję 8 października 2011 roku. |
| 2014-2024             | bp Marian Niemiec        | 1961       | Katowice         | wybrany 10 maja 2014 roku, wprowadzony w urząd 14 września 2014 roku. Nie został wybrany na drugą kadencję.        |
| od 2025               | bp Wojciech Pracki       | 1979       | Opole            | wybrany 30 listopada 2024, wprowadzony w urząd 1 lutego 2025 roku.                                                 |

## Działalność
Naczelną władzę w diecezji sprawuje Synod Diecezjalny, który tworzą delegaci poszczególnych parafii w diecezji (w liczbie zależnej od wielkości parafii) oraz pracujący w niej duchowni. Synod spotyka się na dwóch sesjach w roku, jego kadencja trwa 5 lat. Aktywność Synodu przejawia się przede wszystkim w działalności komisji diecezjalnych, obejmujących różne wycinki działań w diecezji.
Działalność duszpasterska przejawia się poprzez diecezjalnych duszpasterzy środowiskowych (młodzieżowy - ks. Marcin Konieczny (Tychy), więzienny - ks. Ryszard Pieron (Lasowice Małe) oraz duszpasterstwa akademickie (w Gliwicach, Katowicach i Krakowie).
W Diecezji działa Instytut im. Matki Ewy, realizujący zadania w zakresie wychowania chrześcijańskiego, funkcjonują redakcje audycji radiowych ("Głos Życia" w Radio Katowice, "Po prostu" w Radio CCM, "Echo Ewangelickie" w Radio Plus Opole, "Głos Życia" w Radio Opole), wydawany jest od 2003 roku kwartalnik diecezjalny "Ewangelik" (red. nacz. dr Jan Szturc), ukazują się biuletyny parafialne, wydawane są pozycje książkowe (Wydawnictwo "Głos Życia" w Katowicach). W Diecezji działają ogólnokształcące szkoły ewangelickie (gimnazja i licea) w Krakowie i Gliwicach, poprzez oddziały w Katowicach i Krakowie działa ogólnopolskie Polskie Towarzystwo Ewangelickie (prezes Zarządu Głównego: Józef Król).
Jedną z najważniejszych jest działalność na polu charytatywnym, koordynowana przez Diakonię Katowicką (koordynator: ks. Jan Raszyk). Przejawia się ona głównie w prowadzeniu Ewangelickiego Domu Opieki "Ostoja Pokoju" w Bytomiu-Miechowicach oraz ośrodków terapeutycznych i świetlic dla dzieci i młodzieży, prowadzonych przez poszczególne parafie, a także wypożyczalnie sprzętu rehabilitacyjnego, punkty wydawania młodzieży i in.
Działalność ewangelizacyjna i misyjna na terenie diecezji objawia się - obok imprez o charakterze lokalnym - w organizacji corocznych ogólnych Dni Ewangelizacji w Gliwicach i comiesięcznych Spotkań z Ewangelią, a także np. Pożegnań Wakacji. Ważnym rodzajem aktywności jest działalność śpiewacza: chóry mieszane działają przy większości parafii, ale także dziecięce i młodzieżowe oraz instrumentalne. Niektóre z tych chórów osiągnęły wysoki poziom wykonawczy i biorą udział w licznych występach, również poza granicami kraju.
Rada Diecezjalna wręcza dwie doroczne nagrody: 
- "Śląski Szmaragd" przyznawany od 2004 roku wybitnym przedstawicielom Śląska za szczególne osiągnięcia  w dziedzinie ekumenizmu, tolerancji, pojednania między narodami i integracji europejskiej. Zwyczajowo nagrodę tę otrzymują dwie osoby: ewangelik oraz osoba spoza środowiska wyznaniowego.
- "Róża Lutra" wręczana od 2003 roku za ofiarną, długoletnią służbę w Diecezji Katowickiej.

## Władze
| Lp. | Lata      | Biskup diecezjalny                                                               | radca diecezjalny                       | kurator diecezjalny | radca diecezjalny | świeccy delegacji do Synodu Kościoła |
| --- | --------- | -------------------------------------------------------------------------------- | --------------------------------------- | ------------------- | ----------------- | --- |
| 1   | 2022-2025 | bp Wojciech Pracki od 1 lutego 2025 bp dr Marian Niemiec do 30 września 2024     | ks. Henryk Reske                        | Jan Zachraj         | Anna Kurek        | Jakub Cebula - Parafia w Krakowie Adam Marek - Parafia w Gliwicach Tomasz Marek - Parafia w Żorach Bożena Polak - Parafia w Katowicach, Radca Konsystorza Kościoła Marek Watut - Parafia w Pszczynie                             |
| 2   | 2017-2022 | bp dr Marian Niemiec                                                             | ks. Henryk Reske                        | Artur Steinert      | Jan Zachraj       | Jakub Cebula - Parafia w Krakowie Roman Fenger - Parafia w Tychach dr Emir Kasprzycki - Parafia w Zabrzu Bożena Polak - Parafia w Katowicach, Radca Konsystorza Kościoła Jan Zachraj - Parafia w Golasowicach                    |
| 3   | 2012-2017 | bp dr Marian Niemiec od 14 września 2014; bp Tadeusz Szurman do 30 stycznia 2014 | ks. Henryk Reske                        | Artur Steinert      | Joachim Gibiec    | Maria Czudek - Parafia w Gliwicach Roman Fenger - Parafia w Tychach Joachim Gibiec - Parafia w Czerwionce dr Emir Kasprzycki - Parafia w Zabrzu Bożena Polak - Parafia w Katowicach Magdalena Schröder - Parafia w Kluczborku    |
| 4   | 2006-2012 | bp Tadeusz Szurman                                                               | ks. Marian Niemiec                      | Wilhelm Lorek       | Joachim Gibiec    | |
| 5   | 2002-2006 | bp Tadeusz Szurman                                                               | ks. Marian Niemiec                      | Wilhelm Lorek       | Joachim Gibiec    | |
| 6   | 1996-2002 | bp Rudolf Pastucha do 06 stycznia 2002                                           | ks. Tadeusz Szurman do 06 stycznia 2002 | Wilhelm Lorek       | Rudolf Marek      | Lidia Błystak - Parafia w Opolu Maria Czudek - Parafia w Gliwicach Joachim Gibiec - Parafia w Czerwionce Rudolf Marek - Parafia w Jastrzębiu Jerzy Pilarski - Parafia w Świętochłowicach Artur Stainert - Parafia w Pszczynie    |
| 7   | 1992-1996 | bp Rudolf Pastucha                                                               | ks. Tadeusz Szurman                     | Wilhelm Lorek       |                   | Ernest Adamus -Parafia w Tychach Mirosław Bliwert -Parafia w Katowicach Jerzy Brózda - Parafia w Gliwicach Ryszard Ożana - Parafia w Częstochowie Małgorzata Polańska - Parafia w Mikołowie Artur Stainert - Parafia w Pszczynie |

## Parafie

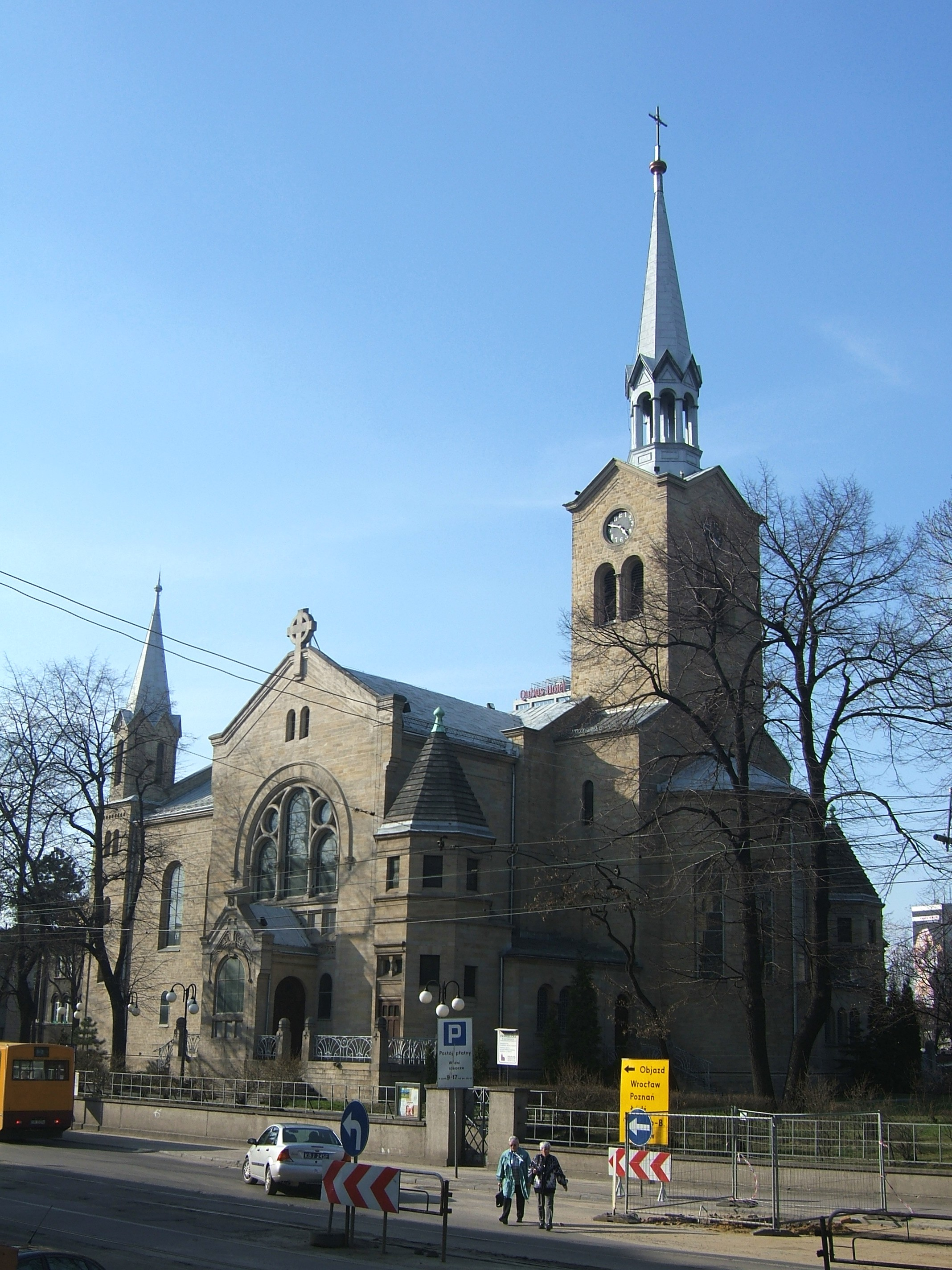
Kościół Zmartwychwstania Pańskiego w Katowicach

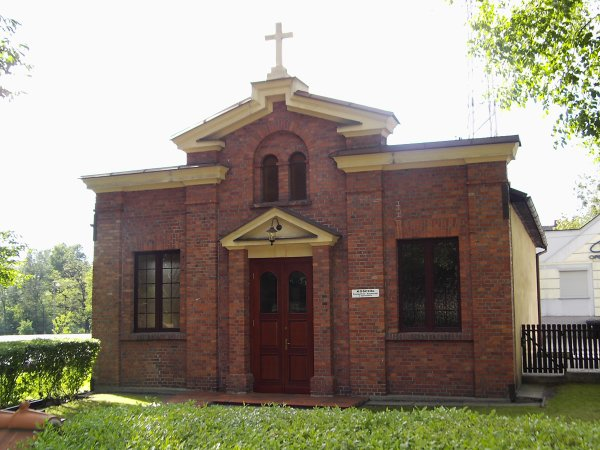
Kościół ewangelicki w Czerwionce

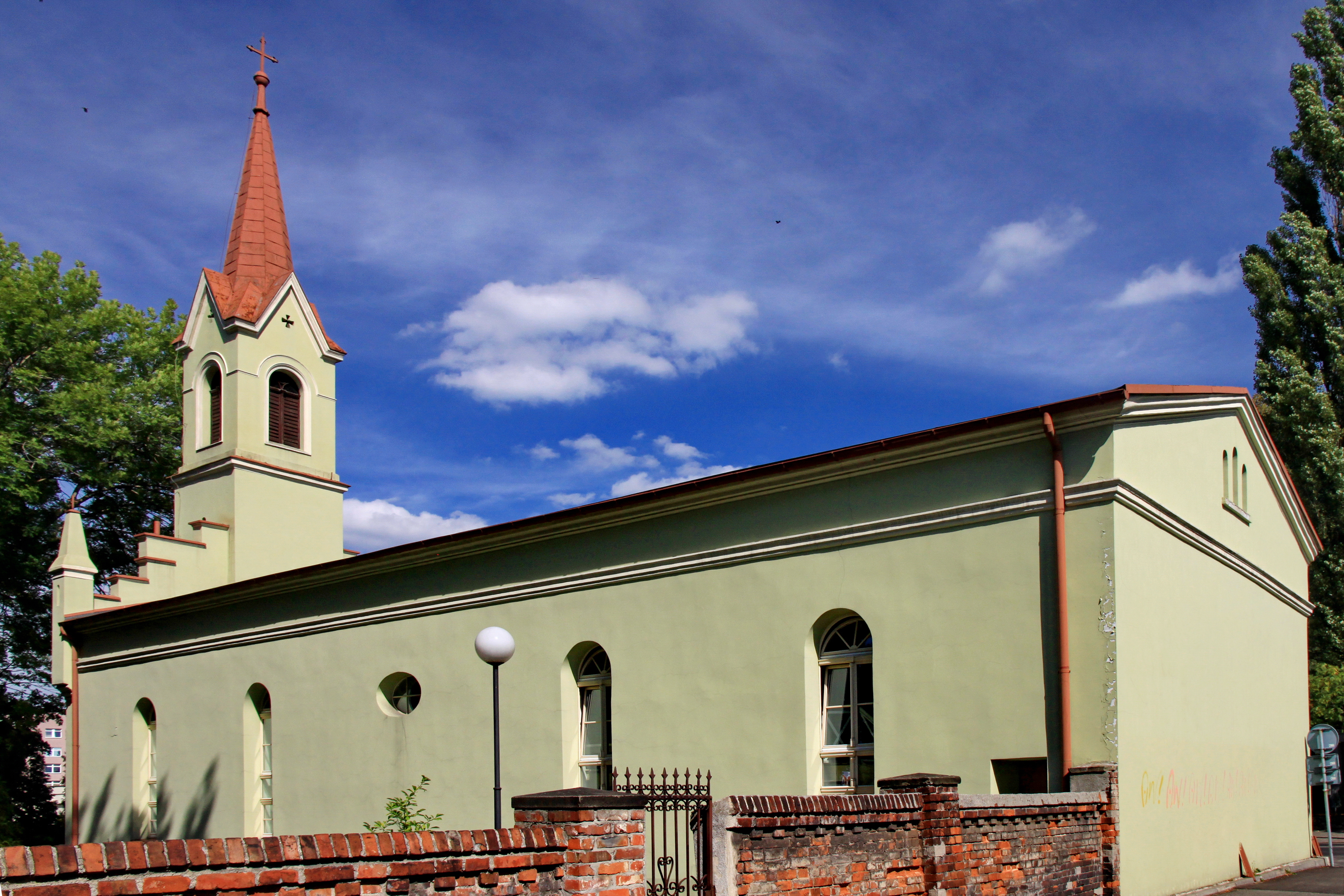
Kościół Ewangelicko-Augsburski w Rybniku

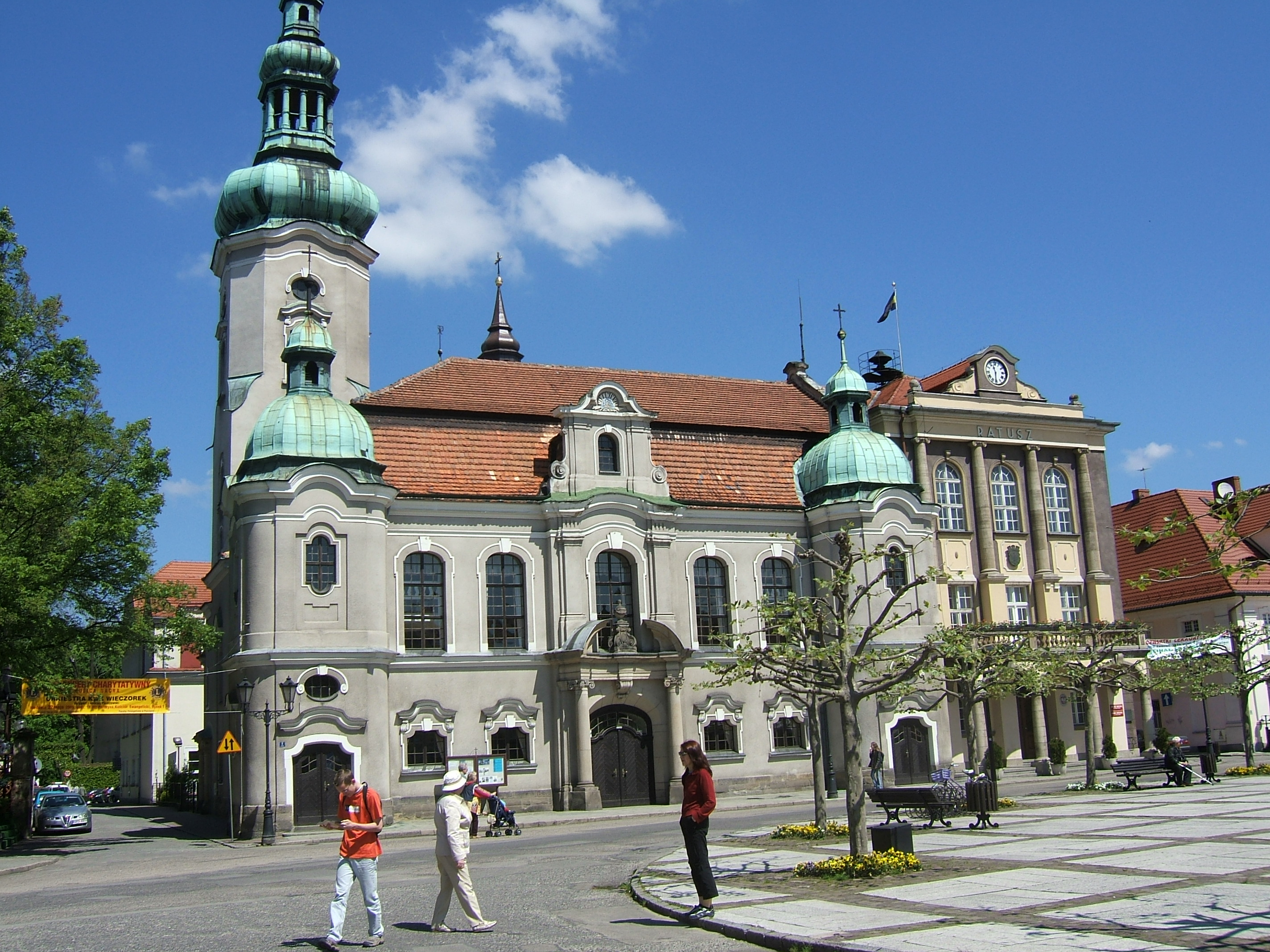
Kościół ewangelicki w Pszczynie

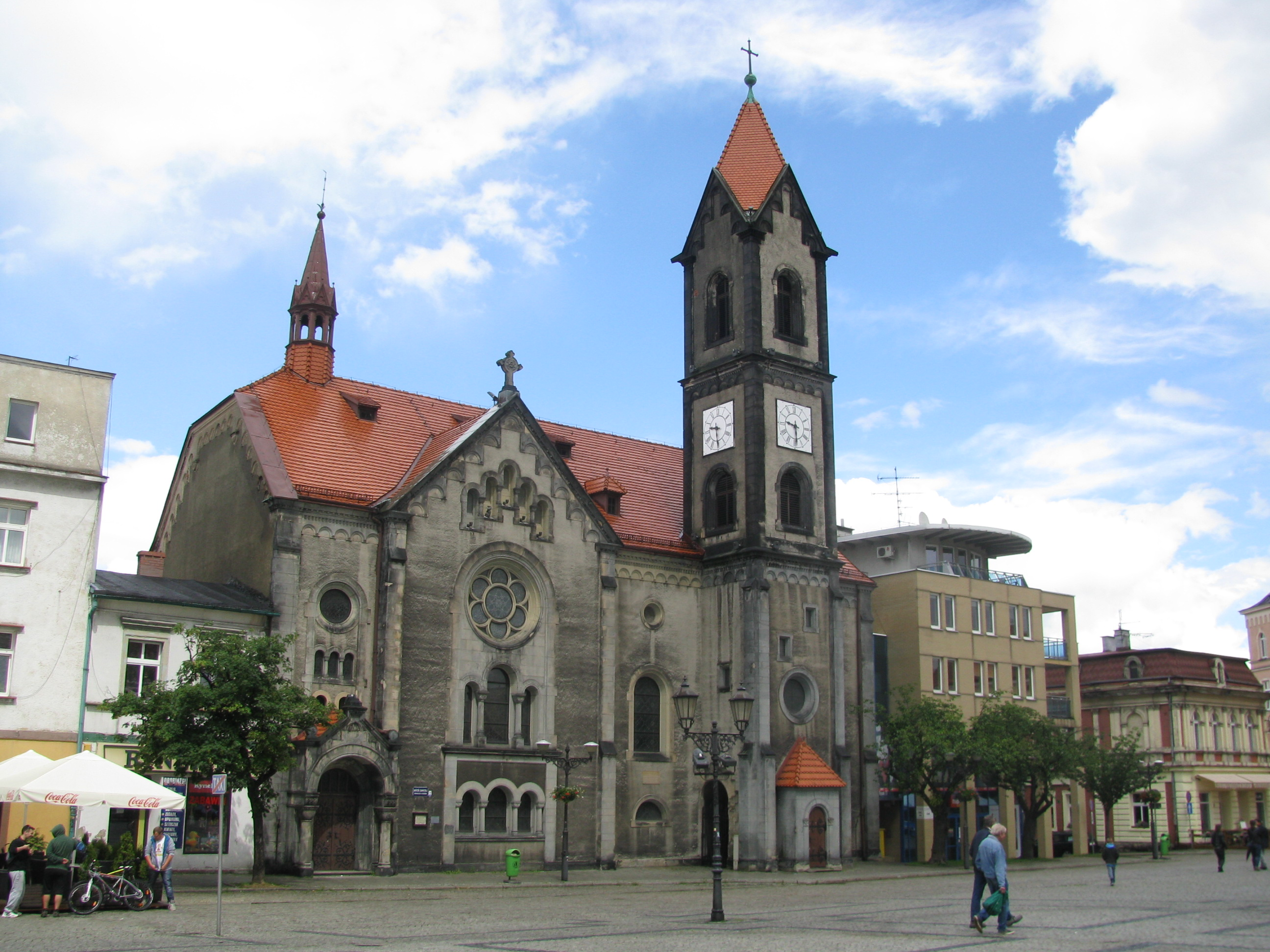
Ewangelicki Kościół Zbawiciela w Tarnowskich Górach

- Parafia w Brzegu - proboszcz administrator ks. Sławomir Fonfara; 	 
  - Filiał w Karczowie
  - Filiał w Nysie
- Parafia w Bytomiu - proboszcz administrator ks. Sebastian Mendrok;
- Parafia w Bytomiu-Miechowicach - proboszcz ks. Jan Kurko;
- Parafia w Chorzowie - proboszcz ks. Bogusław Cichy;
- Parafia w Czerwionce - proboszcz administrator ks. Henryk Reske;
- Parafia w Częstochowie - proboszcz administrator ks. Adam Glajcar;
  - Filiał w Lublińcu
  - Filiał w Piasku
- Parafia w Gliwicach - proboszcz ks. Andrzej Wójcik;
- Parafia w Golasowicach - proboszcz bp Marcin Makula;
- Parafia w Gołkowicach - proboszcz administrator ks. Daniel Ferek;
- Parafia w Jastrzębiu-Zdroju - proboszcz ks. Marcin Ratka-Matejko;
- Parafia w Katowicach - proboszcz bp dr Marian Niemiec;
- Parafia w Katowicach-Szopienicach - proboszcz ks. dr Adam Malina;
- Parafia w Kluczborku - proboszcz administrator ks. Mateusz Łaciak;
  - Filiał w Bąkowie
  - Filiał w Gorzowie Śląskim
  - Filiał w Maciejowie
  - Filiał w Nasalu
- Parafia w Krakowie - proboszcz ks. Łukasz Ostruszka
  - Filiał w Wieliczce
- Parafia w Laryszowie - proboszcz administrator ks. Jan Kurko;
- Parafia w Lasowicach Wielkich - proboszcz ks. Ryszard Pieron;
  - Filiał w Fosowskiem
  - Filiał w Oleśnie Śląskim
  - Filiał w Zawadzkiem
- Parafia w Lędzinach - proboszcz administrator ks. dr Adam Malina;
- Parafia w Lubieni - proboszcz ks. Eneasz Kowalski;
- Parafia w Mikołowie - proboszcz ks. Kornel Undas;
- Parafia w Mysłowicach - proboszcz administrator ks. dr Adam Malina;
- Parafia w Nowym Sączu-Stadle - proboszcz administrator ks. Dariusz Chwastek;
- Parafia w Opolu - proboszcz ks. Wojciech Pracki;
  - Filiał w Gogolinie
  - Filiał w Osinach
  - Filiał w Ozimku
- Parafia w Orzeszu - proboszcz ks. Henryk Reske;
- Parafia w Pokoju - proboszcz ks. Eneasz Kowalski;
- Parafia w Pszczynie - proboszcz administrator ks. Tomasz Bujok[3];
- Parafia w Pyskowicach - proboszcz administrator ks. Andrzej Wójcik;
- Parafia w Raciborzu - proboszcz administrator ks. Michał Matuszek;
- Parafia w Rybniku - proboszcz administrator ks. Michał Matuszek;
- Parafia w Siemianowicach Śląskich - proboszcz ks. Marian Bienioszek;
- Parafia w Sosnowcu - proboszcz administrator ks. dr Adam Malina;
- Parafia w Studzionce - proboszcz administrator ks. Tomasz Bujok[3];
- Parafia w Ściborzycach Wielkich - proboszcz administrator ks. Michał Matuszek;
- Parafia w Świętochłowicach - proboszcz ks. Sebastian Olencki;
- Parafia w Tarnowskich Górach - proboszcz administrator ks. Sebastian Mendrok;
- Parafia w Tychach - proboszcz ks. Marcin Konieczny;
- Parafia w Warszowicach - proboszcz administrator ks. Bartosz Cieślar;
- Parafia w Wirku - proboszcz administrator ks. Sebastian Olencki;
- Parafia w Wodzisławiu Śląskim - proboszcz ks. Daniel Ferek;
- Parafia w Wołczynie - proboszcz administrator ks. Eneasz Kowalski, duszpasterz ks. Katarzyna Kowalska;
  - Filiał w Paruszowicach
  - Filiał w Byczynie
  - Filiał w Gierałcicach
- Parafia w Zabrzu - proboszcz administrator ks. Łukasz Gaś;
  - Filiał w Kędzierzynie-Koźlu
- Parafia w Żorach (Zbawiciela) - proboszcz ks. Bartosz Cieślar.

### Parafie historyczne
- Parafia w Prudniku
- Parafia w Zawierciu

## Literatura
- Dzieło łaski Boga. Diecezja Katowicka Kościoła Ewangelicko-Augsburskiego w RP (historia i współczesność), Wydawnictwo "Głos Życia", Katowice 2003.